# Roscosmos
Roscosmos, formalmente Corporazione Statale per le Attività Spaziali "Roscosmos" (in russo Госуда́рственная корпора́ция по косми́ческой де́ятельности "Роско́смос"?, Gosudárstvennaâ korporáciâ po kosmíčeskoj déâtelʹnosti "Roskosmos"), detta anche Corporazione Statale Roscosmos o più semplicemente Roscosmos, è una corporazione statale che gestisce l'industria spaziale e gli asset spaziali russi, creata nel 2015 unendo la precedente Agenzia Spaziale Federale "Roscosmos" (in russo Федерального космического агентства "Роскосмос"?, Federalʹnogo kosmičeskogo agentstva "Roskosmos") con la Corporazione Unita per lo Spazio e la Missilistica (in russo Объединенная ракетно-космическая корпорация?, Obʺedinennaâ raketno-kosmičeskaâ korporaciâ) all'interno del progetto di rinazionalizzazione dell'industria spaziale russa.
Il quartier generale è situato a Mosca, mentre il controllo missione si trova nella vicina città di Korolëv e il Centro di addestramento cosmonauti Jurij Gagarin nella Città delle Stelle, nell'Oblast' di Mosca. Il 22 febbraio 2019 è stata annunciata la costruzione di un nuovo quartier generale, chiamato Centro Spaziale Nazionale (in russo Национальный космический центр?, Nacionalʹnyj kosmičeskij centr). Le località di lancio sono costituite dal Cosmodromo di Bajkonur nel Kazakistan, il primo e più grande spazioporto del mondo, e dal Cosmodromo Vostočnyj, che si trova nella regione orientale nell'Oblast' dell'Amur.
Il direttore di Roscosmos, a partire da luglio 2022, è Jurij Borisov. 
Proseguendo il programma spaziale sovietico, l'eredità di Roscosmos include il primo satellite mai lanciato, la prima navetta con equipaggio, la prima passeggiata spaziale, la prima sonda ad allunare, la prima sonda ad atterrare su Venere, la prima sonda ad atterrare su Marte, il primo rover e la prima stazione spaziale. 

## Storia
Il programma spaziale sovietico non possedeva agenzie centrali esecutive, ma aveva una struttura organizzativa distribuita, dove il ruolo di primo piano era svolto dagli uffici di progettazione e dal concilio dei progettisti. La creazione della Agenzia Spaziale Russa (in russo Российское космическое агентство?, Rossijskoe kosmičeskoe agentstvo) il 25 febbraio 1992, tramite il decreto n.185 del Presidente El'cin, rappresentò quindi un nuovo tipo di organizzazione. Il primo direttore fu Û́rij Kóptev, che aveva precedentemente lavorato alla progettazione dei lander marziani all'istituto NPO Lavočkina.
Nei primi anni di attività l'organizzazione soffrì di una mancanza di autorità, dovuta alla determinazione dei potenti uffici di progettazione di mantenere le proprie sfere operative. Ad esempio, la prosecuzione della vita operativa della stazione Mir oltre il 1999 non venne decisa da Roscosmos, ma da uno stakeholder privato dell'ufficio di progettazione NPO Ėnergija. Un altro esempio fu lo sviluppo del nuovo vettore Angara, dovuto più all'abilità del Centro di Ricerca e Produzione Spaziale Chruničev di attrarre risorse, che a una decisione dell'agenzia.

### Anni della crisi
Negli anni 90 l'agenzia affrontò serie difficoltà a causa della mancanza di finanziamenti, che incoraggiò la ricerca di altre soluzioni per mantenere operativi i programmi spaziali. Come risultato, l'agenzia iniziò a lanciare satelliti commerciali e si aprì al turismo spaziale. Le missioni scientifiche, come l'invio di sonde interplanetarie e missioni astronomiche, ricoprirono all'epoca un ruolo minoritario. Anche se Roscosmos collaborava con le forze militari aerospaziali, il suo finanziamento non era compreso nel budget per la difesa. Ciononostante, l'agenzia riuscì a mantenere operativa la stazione spaziale Mir ben oltre la sua vita operativa prevista, continuò i lanci delle missioni Sojuz e Progress e contribuì alla Stazione spaziale internazionale (ISS). La Federazione Russa entrò nel progetto della ISS nel 1993 tramite un accordo intergovernativo tra i governi delle nazioni partecipanti. Il protocollo di collaborazione tra la Federazione Russa e gli Stati Uniti prevedeva, nella prima fase, una collaborazione tra la NASA e Roscosmos nel periodo 1995-1998 per il lancio di missioni Space Shuttle verso la stazione Mir, e nella seconda fase, dal 1998 in poi, il lancio dei primi componenti della ISS. Successivamente vennero stipulati dei Memorandum of Understanding (MoU) tra le agenzie spaziali dei partecipanti al progetto per definire gli aspetti tecnici della costruzione.
Nel 1999 l'agenzia venne ristrutturata con il decreto del Presidente El'cin n.651 del 25 maggio, che creò l'Agenzia Russa per l'Aviazione e lo Spazio "Rosaviacosmos" (in russo Российское авиационно-космическое агентство "Росавиакосмос"?, Rossijskoe aviacionno-kosmičeskoe agentstvo "Rosaviakosmos").

### 2000: inizio della cooperazione per la ISS
Il 31 ottobre 2000 alle 10:53, il lancio della navetta Sojuz trasportò il primo equipaggio della stazione spaziale internazionale. L'Expedition 1 era costituita dal comandante William Shepherd della NASA e i cosmonauti Sergej Krikalëv e Jurij Gidzenko di Rosaviakosmos. L'equipaggio raggiunse la stazione il 2 novembre, segnando l'inizio di una presenza umana ininterrotta fino ad oggi. Rosaviakosmos contribuì, assieme alla NASA, alla costruzione dei moduli principali della ISS  che costituiscono il segmento orbitale russo e possiede uno dei due centri di controllo missione, situato a Korolëv. 

### 2004-2006
A marzo 2004, con il decreto del Presidente Putin n.314, Rosaviacosmos venne riorganizzata nella Agenzia Spaziale Federale "Roscosmos" (in russo Федерального космического агентства "Роскосмос"?, Federalʹnogo kosmičeskogo agentstva "Roskosmos") e Anatolij Perminov, che aveva servito precedentemente come primo comandante delle forze missilistiche strategiche russe prese il posto del direttore Û́rij Kóptev. 
Il boom dell'economia russa, avvenuto durante il 2005 grazie alle esportazioni di petrolio e gas, contribuì ad un maggiore finanziamento di Roscosmos. Nel 2006 venne pianificata una spesa di 23 miliardi di rubli, con un aumento di 4,7 miliardi rispetto all'anno precedente. Il budget, per il periodo 2006-2015, fu portato dalla Duma a 206 miliardi di rubli, per la costruzione di due nuove piattaforme di lancio, la costruzione della navetta Kliper e l'invio di una o due sonde verso Marte. All'interno del programma decennale, il finanziamento prevedeva un incremento di 5-10% annuo. Oltre a questo, l'agenzia poteva contare su oltre 130 miliardi di rubli da altre fondi, come investimenti dell'industria e lanci spaziali commerciali. Nel 2006 venne avviata la Space Dialogue Initiative, una cooperazione con l'Agenzia Spaziale Europea nei campi dell'osservazione terrestre, le comunicazioni satellitari, i lanciatori e i futuri veicoli, e nell'ambito scientifico. Inizialmente era previsto lo sviluppo delle infrastrutture del cosmodromo di Svobodnyj, ma esso fu abbandonato con il rinnovo degli accordi con il Kazakistan per l'impiego del Cosmodromo di Bajkonur fino al 2050 ad un costo di 115 milioni di dollari annui.

### 2006-2012
Nel 2005 venne firmato un accordo tra la NASA e l'Agenzia Spaziale Federale della durata di 5 anni e di 719 milioni di dollari, grazie al quale la NASA comprò i voli russi per la rotazione dell'equipaggio sulla stazione e il trasporto dei rifornimenti nel periodo 2010-2015.
Il budget federale rimase invariato per l'anno 2009 nonostante la crisi economica mondiale, rimanendo a 82 miliardi di rubli. Nel 2011, il governo russo aumentò il finanziamento del programma nazionale spaziale a 115 miliardi di rubli.
Roscosmos aveva per quel periodo in previsione lo sviluppo della nuova famiglia di lanciatori Angara e dei nuovi satelliti per le comunicazioni e l'osservazione della Terra. Il sistema di navigazione satellitare GLONASS, in sviluppo da molti anni, era un'ulteriore priorità, con un finanziamento di 9,9 miliardi di rubli, aumentati tramite una direttiva firmata dal primo ministro Vladimir Putin nel 2009, di ulteriori 2,6 miliardi. Un'altra priorità era costituita dalla costruzione del cosmodromo di Vostočnyj, che iniziò nel 2011 e il cui completamento era previsto per il 2018. Il 29 aprile 2011, il direttore Perminov venne sostituito da Vladimir Popovkin. Nello stesso anno, con il ritiro degli Space Shuttle, e in attesa del nuovo programma commerciale NASA per lo sviluppo di velivoli statunitensi, Roscosmos divenne l'unica agenzia in grado di trasportare equipaggi sulla stazione spaziale internazionale tramite la navetta Sojuz TMA, lanciata dal cosmodromo di Bajkonur.

### 2013-2016: Riorganizzazione del settore spaziale
A seguito di problemi di affidabilità venne effettuata una riorganizzazione dell'industria spaziale russa. Nel 2013 fu creata la Corporazione Unita per lo Spazio e la Missilistica (URSC) (in russo Объединенная ракетно-космическая корпорация?, Obʺedinennaâ raketno-kosmičeskaâ korporaciâ) come una società per azioni per consolidare il settore spaziale. A tre giorni dal lancio fallito di un vettore Proton-M, il governo annunciò delle "misure estremamente rigide" per "segnare la fine dell'industria spaziale per come la si conosce" in modo da supportare l'agenzia spaziale. Ad ottobre 2013 Oleg Ostapenko divenne il nuovo direttore. Nel 2015 Roscosmos fu trasformata in una corporazione statale e venne unita alla URSC. La transizione si concluse con la dissoluzione della agenzia spaziale federale nel dicembre 2015. La nuova Corporazione Statale per le Attività Spaziali "Roscosmos" (in russo Госуда́рственная корпора́ция по косми́ческой де́ятельности "Роско́смос"?, Gosudárstvennaâ korporáciâ po kosmíčeskoj déâtelʹnosti "Roskosmos"), iniziò le operazioni il 1 gennaio 2016, e Igorʹ Komaróv venne nominato nuovo direttore.

#### Programma spaziale 2013-2020
Roscosmos presentò un documento contenente le attività spaziali previste per il 2013-2020. La pianificazione strategica delle attività era costituita dallo sviluppo e realizzazione di progetti scientifici con ricadute anche industriali e tecnologiche e la creazione di partnership con aziende private per la ricerca di soluzioni commerciali nell'ambito delle telecomunicazioni, della navigazione satellitare, del telerilevamento, oltre allo sviluppo futuro di nuovi lanciatori. La priorità principale era garantire l'accesso allo spazio dal territorio russo, il potenziamento dell'industria spaziale e il mantenimento degli impegni internazionali. Il programma delle attività spaziali comprendeva la manutenzione e il potenziamento del sistema GLONASS  e lo sviluppo dei centri spaziali.

### 2017-oggi
Il nuovo programma spaziale federale 2016-2025 venne approvato a marzo 2016 con un finanziamento totale di 1406 miliardi di rubli in 10 anni.. In precedenza, nel 2014 erano stati ipotizzati ben 2315 miliardi, scesi nel 2015 a 1521 miliardi.
Questa riduzione fu dovuta al calo del prezzo del petrolio e alle sanzioni occidentali che hanno impattato sull'economia russa a seguito dell'annessione della Crimea nel 2014.. Quest'ultima causò tensioni con la NASA, che terminò le collaborazioni mantenendo solo il progetto di costruzione e le operazioni della stazione spaziale internazionale..
Nello stesso anno venne inaugurato il nuovo cosmodromo di Vostočnyj, nell'ottica di ridurre la dipendenza della Russia dal cosmodromo di Bajkonur.
Gli obiettivi principali del programma sono l'aumento dei satelliti per le telecomunicazioni per migliorare l'indipendenza della Russia nell'ambito delle informazioni e aumentare il numero di lanci con e senza equipaggio in orbita terrestre bassa, anche per il completamento della stazione spaziale, e per l'esplorazione spaziale. Un'ulteriore priorità riguarda il cosmodromo di Vostočnyj, con il completamento di una piattaforma per i lanciatori pesanti senza equipaggio e la creazione dell'infrastruttura necessaria per il lancio di missioni con equipaggio per il 2023. 
Nel 2018, Dmitry Rogozin venne nominato nuovo direttore generale
L'invasione dell'Ucraina ha causato un ulteriore deterioramento dei rapporti con i partner occidentali. Ad esempio, la missione congiunta ESA-Roscosmos ExoMars è stata sospesa da parte dell'agenzia europea. Nel 2022 Rogozin ha annunciato l'intenzione di Mosca di interrompere il progetto della stazione spaziale internazionale nel 2024. Tuttavia è stato stipulato un nuovo accordo con la NASA per il trasporto di astronauti e cosmonauti sulle rispettive navette, e il termine della collaborazione per la ISS è stato successivamente rinviato al 2028.. Nel 2022 è stata annunciata la proposta di una nuova stazione spaziale russa, con l'eventuale partecipazione di partner internazionali appartenenti ai cosiddetti BRICS.. Nel 2023 il progetto è stato approvato e i lanci dei primi moduli sono attualmente previsti per il biennio 2028-2030.
Dal 2022 il direttore principale è Jurij Borisov.

## Voli spaziali umani

### Storia
Nel 1992, anno di creazione dell'agenzia Roscosmos, l'eredità sovietica era costituita dalla stazione spaziale Mir. Questa, operativa dal 1986, fu la prima stazione modulare che venne abitata ininterrottamente per 3644 giorni. Rimase in orbita per 15 anni, tre volte la sua durata prevista, ospitando 105 cosmonauti e visitatori internazionali. Inoltre, durante la sua vita fu impiegata per condurre 23000 esperimenti scientifici e medici. Gli equipaggi erano trasportati sulla stazione tramite la navetta Sojuz-TM e i rifornimenti tramite la Progress-M.
Il primo modulo lanciato, detto modulo base o DOS-7, venne portato in orbita da un lanciatore Proton-K il 20 febbraio 1986. A marzo giunse il primo equipaggio, composto da Leonid Kizim e Vladimir Solovëv. 

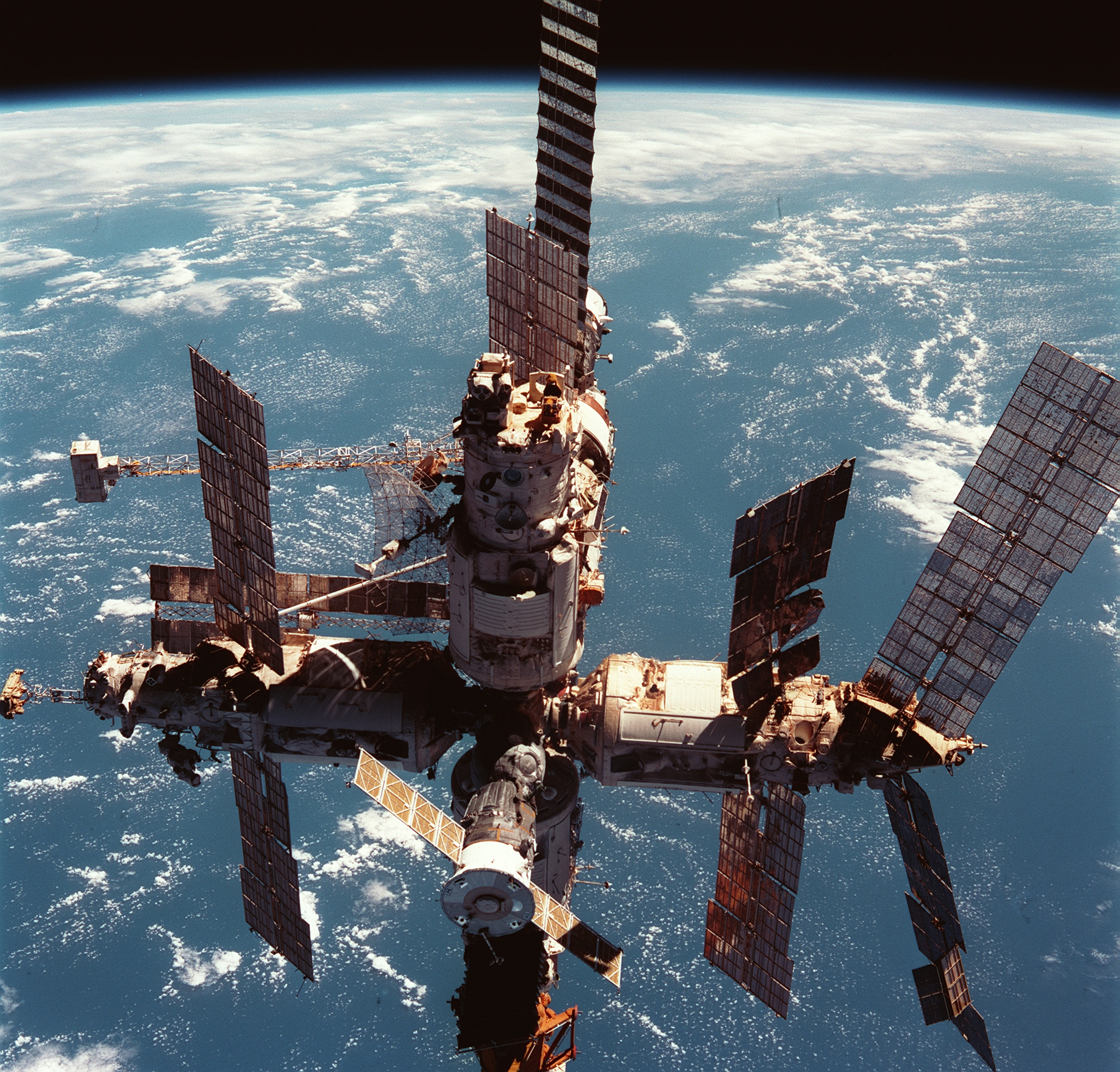
La stazione spaziale Mir

Il compartimento pressurizzato del modulo base conteneva la zona dedicata all'equipaggio, con una cucina e le cabine, e il compartimento di trasferimento, una struttura sferica situata all'estremità, dotata di un portello di docking per le navette, ed equipaggiata con il sistema Kurs per il docking automatico. La parte non pressurizzata ospitava il propulsore primario della stazione e i serbatoi di propellente.
Nel 1987 venne aggiunto il primo modulo di espansione, chiamato Kvant-1 (in russo Квант-1?, "quanto-1"). Era dedicato alla ricerca astrofisica e agli esperimenti sulla scienza dei materiali ed era diviso in una parte non pressurizzata, e in una pressurizzata. Quest'ultima, che aveva un volume di 40 m³, conteneva un laboratorio e un corridoio di transito verso il modulo base, mentre la parte non pressurizzata era dedicata all'equipaggiamento scientifico e conteneva sei giroscopi stabilizzatori per il controllo dell'assetto. I quattro strumenti principali, che costituivano il cosiddetto laboratorio Roentgen, erano uno spettrometro con maschere codificate (TTM/COMIS), quattro rilevatori a raggi X (High Energy X-ray Experiment - HEXE) per energie tra 15 e 200 keV, un contatore proporzionale a scintillazione (Sirene 2), e un gruppo di quattro rilevatori Phoswich (Pulsar X-1).
A fine maggio 1989 un Proton-K portò in orbita il Kvant-2 (in russo Квант-2?, "quanto-2"), il primo dei due moduli di espansione. Il modulo era suddiviso in una camera d'equilibrio, che consentiva ai membri dell'equipaggio l'accesso all'esterno per le attività extraveicolari, il sistema Elektron per la generazione di ossigeno, due sistemi per il riciclo dell'acqua e altri sei giroscopi. Gli strumenti scientifici comprendevano spettrometri, rilevatori a raggi X e telecamere. Il Kvant-2 possedeva anche il braccio robotico Lyappa, usato per spostare i moduli della stazione.
Il modulo Kristall (in russo Кристалл?, "Cristallo") venne aggiunto alla stazione a maggio 1990, e ospitava strumenti per osservare la Terra e per condurre esperimenti riguardanti i materiali, la biologia e la medicina. Possedeva due portelli di docking  APAS-89 originariamente progettati per la navetta Buran, che vennero invece usati per la prima missione del programma Shuttle-Mir (STS-71) e dei pannelli solari che potevano essere retratti ed estesi. L'equipaggiamento scientifico comprendeva gli spettrometri Granar e Mariya, un telescopio a raggi gamma (Marina) e un laboratorio per la crescita delle piante chiamato SVET.
Il modulo Spektr (in russo Спектр?, "spettro") fu il primo modulo lanciato dalla Roscosmos, e venne agganciato alla stazione Mir nel maggio 1995. Anch'esso era equipaggiato con un braccio robotico Lyappa, e due coppie di pannelli solari per aumentare la potenza elettrica disponibile nella stazione. Originariamente avrebbe dovuto ospitare equipaggiamenti per ricerche militari, ma venne riprogettato per condurre esperimenti sia russi che statunitensi dedicati all'osservazione terrestre e alla biotecnologia. Gli strumenti comprendevano il lidar Balkan 1 per la misurazione dell'altitudine delle nubi e i rilevatori Astra 2 e MIRAS per il monitoraggio e la misurazione dei componenti atmosferici.
Nel 1997 una navetta Progress M senza equipaggio entrò in collisione con il modulo durante la manovra di docking, causando danni allo scafo e la sua depressurizzazione. L'equipaggio chiuse i portelli tra il modulo e il resto della stazione e da allora il modulo divenne inutilizzabile.
L'ultimo modulo, chiamato Priroda (in russo Природа?, "Natura"), venne lanciato ad aprile 1996. Lo scopo primario del modulo era l'osservazione della Terra, tra cui le condizioni meteorologiche, le risorse naturali, le coltivazioni e gli impatti dell'uomo sull'ambiente. Gli strumenti di bordo comprendevano un radiometro a microonde (IKAR), un radar ad apertura sintetica (Travers), un lidar (Alissa), due spettrometri ad infrarosso (ISTOK, MOS).
La stazione Mir venne dismessa nel 2001. L'operazione di fuoriuscita dall'orbita venne effettuata tramite una navetta appositamente progettata per il compito, la Progress M1-5 che effettuò il docking al modulo Kvant-1 il 27 gennaio. La stazione venne fatta rientrare nell'atmosfera tramite tre accensioni dei propulsori della navetta. I detriti precipitarono nell'oceano Pacifico meridionale ad est della Nuova Zelanda.

### Stazione Spaziale Internazionale
Roscosmos ha partecipato alla costruzione della stazione spaziale internazionale e gestisce le operazioni dei moduli che fanno parte del segmento orbitale russo della stazione. La costruzione della stazione iniziò con il lancio a novembre 1998, del modulo Zarja (in russo Заря?, "Alba"), detto anche Functional Cargo Block. Nelle prime fasi di vita della ISS forniva potenza elettrica, propulsione e controllo dell'assetto. Le modifiche orbitali, le manovre di innalzamento dell'orbita e l'orientamento della stazione impiegavano due propulsori principali, 12 propulsori di manovra più grandi e 24 propulsori più piccoli. Il propellente viene contenuto in 16 serbatoi esterni. L'energia era fornita da due pannelli solari.  

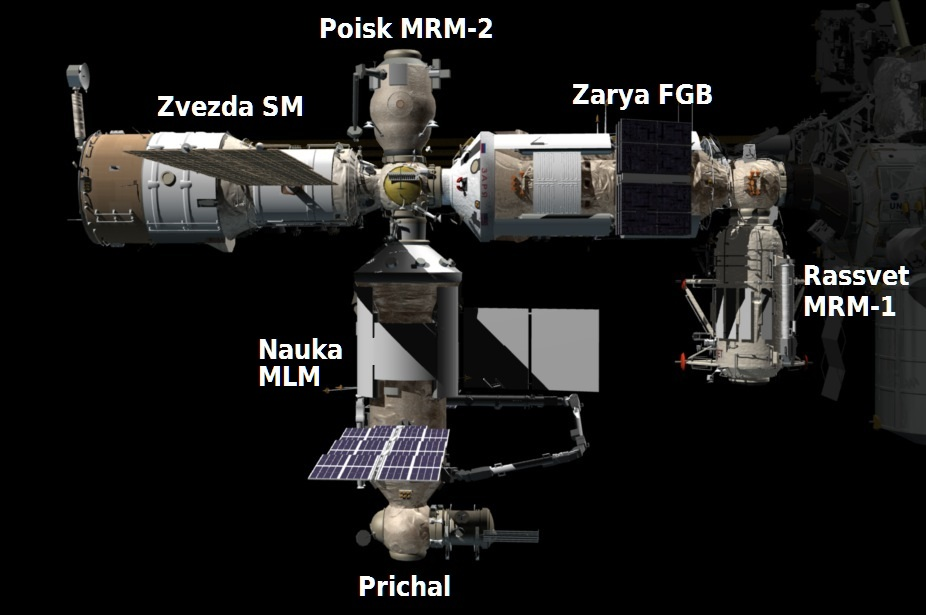
Moduli del segmento orbitale russo della stazione

Il 26 luglio 2000 venne portato in orbita il secondo modulo russo, chiamato Zvezda (in russo Звезда?, "Stella"), che venne agganciato al modulo Zarja. I sistemi del nuovo modulo sostituirono le funzionalità del sistema di supporto vitale, del sistema di distribuzione elettrico, dei sistemi di propulsione e di controllo di manovra. I propulsori del modulo Zarja sono stati quindi disabilitati permanentemente in quanto sostituiti da quelli del modulo Zvezda e i suoi serbatoi sono impiegati per immagazzinare propellente aggiuntivo per il modulo Zvezda. Zvezda ha assunto il ruolo di centro di elaborazione dati e di controllo dell'intera stazione, che al momento del suo arrivo, era costituita dal modulo Zarja e dal modulo Unity, fino all'installazione del laboratorio statunitense Destiny. Da quel momento, il sistema informatico del modulo ha controllato i moduli del segmento russo della stazione, in connessione con il sistema della controparte statunitense. Zvezda può supportare fino a sei membri dell'equipaggio, con cabine per due cosmonauti alla volta, una mensa e i servizi igienici. 
La struttura del modulo è suddivisa in un compartimento cilindrico, che occupa la maggior parte dello spazio,  dove l'equipaggio lavora e alloggia e una camera di trasferimento cilindrico. Quest'ultima possiede collegamenti che erano originariamente destinati ai moduli Science Power Platform (in russo Научно-Энергетическая Платформа?, Naučno-Ènergetičeskaâ Platforma, "Piattaforma scientifica-energetica") e Universal Docking Module (in russo Универсальный стыковочный модуль?, Universalʹnyj stykovočnyj modulʹ, "Modulo di aggancio universale"), due componenti che sono stati cancellati. È presente anche un airlock, che è stato utilizzato una sola volta per una attività intraveicolare, con lo scopo di installare un cono di attracco per l'aggancio del modulo Pirs. Un altro portello è collegato al modulo Poisk. Una estremità ha un portello di docking per le navette Sojuz e Progress.
Il modulo Pirs (in russo Пирс?, "Molo") venne lanciato il 14 settembre 2001 e fu agganciato al portello di nadir del modulo Zvezda.  
Pirs conteneva un compartimento di docking, fornito di un portello per le navette Sojuz e Progress, che permetteva anche il trasferimento del propellente contenuto nei serbatoi di una navetta Progress ai contenitori dei moduli Zvezda o Zarja. Il modulo possedeva anche un airlock per l'accesso all'esterno che venne utilizzato dai cosmonauti nelle attività extraveicolari.
I piani iniziali prevedevano il termine della sua vita operativa nel 2006, e la sua sostituzione con lo Universal Docking Module. A seguito dalla cancellazione di quest'ultimo componente, Pirs rimase in uso fino a luglio 2021, quando venne sganciato dalla stazione spaziale e deorbitato in modo da essere distrutto nell'ingresso atmosferico. Venne sostituito dal Multipurpose Laboratory Module Nauka.
Dopo una pausa di 8 anni, il maggiore contributo della Federazione Russa alla stazione universale fu il modulo Poisk (in russo Поиск?, "Ricerca"), lanciato in orbita a novembre 2009. Venne agganciato al portello di zenith del modulo Zvezda. Tramite questo modulo il segmento orbitale russo si espanse con altri due portelli per il docking delle navette, un airlock per l'accesso all'esterno e supporti esterni per esperimenti scientifici.
A maggio 2010 il modulo Rassvet (in russo Рассвет?, Alba), detto anche Mini-Research Module 1 (MRM 1) (in russo Малый исследовательский модуль?, Malyj issledovatelʹskij modulʹ, "Mini modulo di ricerca") venne agganciato al portello di nadir del modulo Zarya. Il modulo, il cui progetto deriva dal Docking Cargo Module, possiede 18 m³ di spazio interno per l'equipaggio e diverse postazioni scientifiche per gli esperimenti in ambito biotecnologico e della scienza dei materiali. Rassvet comprende anche un portello per il docking delle navette e uno spazio per lo stivaggio di rifornimenti. 
Nel 2021 vennero lanciati gli ultimi due moduli: il Nauka e il Prichal. Il Multipurpose Laboratory Module, detto Nauka (in russo Наука?, "Scienza"), che venne agganciato al portello di nadir di Zvezda, è il laboratorio principale del segmento russo. Con un volume abitabile di 70 m³, il modulo incorpora dei sistemi per il riciclo dell'acqua e la generazione di ossigeno, una toilette e una cabina per un ulteriore cosmonauta. Esternamente, il modulo possiede pannelli solari e radiatori. Assieme a Nauka, è stato installato anche lo European Robotic Arm (ERA), un braccio robotico costruito dall'ESA lungo oltre 11 metri e con la capacità di muovere carichi con massa fino a 8 tonnellate. Permette il trasferimento di materiali dall'interno all'esterno della stazione spaziale senza dover effettuare delle attività extraveicolari, trasportare cosmonenti e componenti ed effettuare ispezioni tramite delle telecamere. 
Ad una estremità del modulo Nauka è stato collegato il modulo Prichal (in russo Узловой Модуль "Причал"?, Uzlovoj Modulʹ "Pričal", "Modulo nodale Molo"). Quest'ultimo ha una forma sferica con un volume pressurizzato di 19 m³ e possiede sei portelli di docking. Originariamente questi dovevano essere impiegati per un'ulteriore espansione del segmento russo con l'aggancio di due Science Power Module (NEM). Questi sono stati cancellati ed è stato annunciato che faranno parte della nuova stazione spaziale Russa. Attualmente il modulo Prichal fornisce quattro portelli per il docking di navette.

### Missioni future

#### Stazione Orbitale Russa
La costruzione della Stazione di servizio orbitale russa (ROSS) (in russo Российская орбитальная служебная станция?, Rossijskaja orbitalʹnaja služebnaja stancija) dovrebbe iniziare al termine del 2027 con il lancio del primo modulo, il Research and Power module, che era stato originariamente progettato per la stazione spaziale internazionale. Approssimativamente sei mesi dopo saranno lanciati il gateway module e il nodal module. Il capo progettista Vladimir Kozhevnikov ha affermato che il progetto della stazione è stato concluso a luglio 2023 e che la navetta Progress sarà aggiornata per il trasporto dei rifornimenti. I moduli verranno portati in orbita tramite il vettore Angara-A5M.. Sono previsti almeno cinque moduli, incluso un modulo commerciale per il turismo spaziale. 
Si ipotizza che la stazione potrebbe essere posta in orbita eliosincrona ad una altezza di 400 km e inclinazione di 98°. Questa scelta permetterebbe alla stazione di sorvolare tutta la superficie terrestre, compresi i poli.

## Lanciatori
Al momento della nascita di Roscosmos, l'eredità lasciata dal programma spaziale sovietico comprendeva i lanciatori Sojuz-U, U2, FG e Molnija M, appartenenti alla famiglia R-7, i lanciatori Zenit 2, Zenit 3 e il Proton-K della famiglia Universal Rocket. 
Il Sojuz-U (Soyuz 11A511U) ha compiuto il suo volo inaugurale nel 1973, e venne creato dall'ufficio di progettazione TsSKB-Progress, oggi Progress Rocket Space Center. Impiegato continuamente per 44 anni, ha volato per 786 missioni, fino alla missione finale nel 2018 durante la quale lanciò una navetta Progress per il rifornimento della stazione spaziale internazionale. Fu un lanciatore molto affidabile, con sole 22 missioni fallite, e segnò molti record, 
Il Soyuz-U era composto da tre stadi. I quattro componenti del primo stadio erano situati attorno al secondo stadio, e accendevano i loro propulsori RD-107-11D511 assieme a quest'ultimo (RD-108-11D512) al momento del lancio. Il primo stadio terminava l'accensione al raggiungimento di una velocità predeterminata, e dopo la separazione dei quattro componenti, che avveniva a 118 secondi dal lancio, il singolo propulsore RD-108 del secondo stadio proseguiva a spingere il lanciatore fino a 4 minuti e 45 secondi dal lancio. Due secondi dopo veniva acceso il propulsore RD-0110 del terzo stadio per l'inserimento del carico utile nell'orbita iniziale, e tale accensione durava circa 238 secondi. Tutti i propulsori impiegavano propellente liquido RP-1/LOX. Sojuz-U era in grado di trasportare fino a 7200 kg in LEO.
Il Soyuz-U2 (Soyuz 11A511U2) era un lanciatore derivato dalla versione U, il cui volo inaugurale avvenne a dicembre del 1982. Le differenze erano costituite dall'impiego di kerosene sintetico (syntin) che forniva un aumento di circa 200 kg del carico utile in LEO. È stato lanciato 72 volte senza fallimenti fino al suo ultimo volo a settembre 1995.
Con l'inizio delle missioni per l'assemblaggio e le operazioni della Stazione Spaziale Internazionale, il Soyuz-U iniziò a mostrare i limiti della sua progettazione. In questo ambito iniziò la sviluppo del Soyuz 2, la sua evoluzione. Tuttavia i partner internazionali espressero preoccupazione per l'impiego di un lanciatore completamente nuovo per il trasporto degli equipaggi. Per questo motivo venne progettata la versione Soyuz-FG (Soyuz 11A511FG), per colmare il vuoto tra la versione U e la nuova versione 2 e dimostrare le performance di nuovi sistemi e di nuovi propulsori che sarebbero stati impiegati nel Soyuz 2.
La versione FG ebbe il suo volo inaugurale a maggio 2001. Nonostante mantenesse il propulsore RD-0110 per il terzo stadio, il primo e il secondo impiegavano propulsori aggiornati, rispettivamente RD-107A e RD-108A. Delle 69 missioni compiute fino al suo ritiro nel 2019, ci fu un solo fallimento nel lancio della navetta Sojuz MS-10. Il launch escape system venne attivato distaccando la navetta con l'equipaggio che atterrò senza conseguenze. 
Il lanciatore Molnija-M (8K78M) fece il suo volo inaugurale nel 1964. Le versioni Block-ML e Block-2BL, erano entrambe alimentate da propulsori RD-107MM (RD-107-8D728) per il primo stadio, RD-108MM (RD-108-8D727) per il secondo stadio e RD-0110 per il terzo stadio. Le differenze consistevano nello stadio superiore, la versione ML era impiegata per i satelliti militari per telecomunicazioni di tipo Molnija, mentre la versione 2BL era utilizzata per il lancio di satelliti militari early warning di tipo Oko. Entrambe le versioni potevano trasportare un carico utile massimo di 2000 kg in orbita GTO. L'ultimo volo avvenne a settembre 2010.
I Zenit erano lanciatori medi progettati da Yuzhnoye SDO negli anni '80. L'evoluzione Zenit 2 era costituita da due stadi. Il primo impiegava un propulsore RD-171 e il secondo stadio un propulsore RD-120, entrambi alimentati a RP-1/LOX. Lo Zenit 2M è una versione aggiornata che effettuò il suo volo inaugurale nel 2007. Lo Zenit 3, attivo da 1999, era la versione a tre stadi. I primi due erano gli stessi della versione 2, mentre il terzo stadio usava il propulsore RD-58M. La versione 3SL poteva trasportare 5000 kg in LEO e 5250 kg in GTO, mentre la versione 3SLB poteva lanciare 3750 kg in GTO. L'ultimo lancio della versione 2 avvenne nel 2011 e la versione 3 terminò la sua operatività nel 2019.

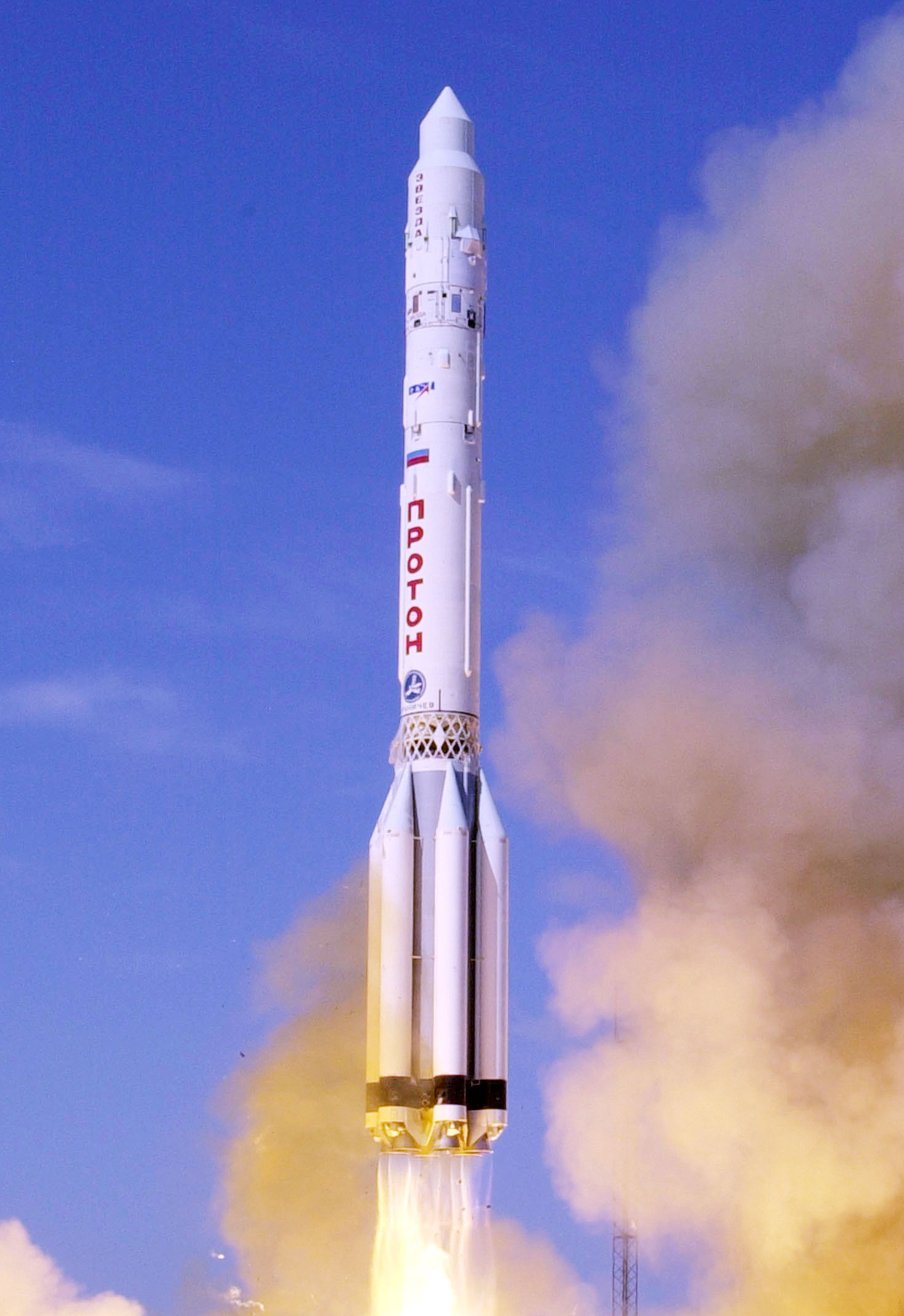
Lancio del modulo Zvezda tramite un Proton-K

Il lanciatore Proton-K (8K82K, UR-500K) era un lanciatore pesante la cui prima versione effettuò il volo inaugurale nel 1967. Rappresentava una evoluzione del procedente Proton (UR-500). I sei razzi che costituivano il primo stadio erano spinti da propulsori RD-253, mentre il secondo stadio impiegava quattro propulsori RD-0210, il terzo stadio un propulsore RD-0212, e lo stadio superiore differiva in base alla missione. Tutti gli stadi impiegavano UDMH/N2O4. Il Proton-K Blok-D possedeva uno stadio superiore chiamato Blok D, con un propulsore RD-58, e venne impiegato per le missioni dei programmi Mars, Luna, Zond e Venera. A partire dal 1976 venne impiegata una versione modernizzata chiamata Proton-K Blok DM, sviluppata per il lancio in orbita terrestre media e in orbita geosincrona di satelliti militari. Nel 1982 fu introdotta la versione Proton-K DM-2, usata per i primi satelliti di navigazione Glonass e per i satelliti per le telecomunicazioni. Negli oltre 400 lanci effettuati dalle varie versioni, il Proton-K trasportò le stazioni spaziali Saljut, i componenti della stazione spaziale Mir e i componenti Zarja e Zvezda della stazione spaziale internazionale. L'ultimo volo avvenne a marzo 2012.

### Lanciatori attuali
I lanciatori attualmente utilizzati della famiglia R7 sono il Sojuz-2 nelle versioni 2.1a, 2.1b nel 2006 e nella versione 2.1v dal 2013. Successivamente sono state introdotte le versioni ST-B dal 2011 e ST-A dal 2014. Per la famiglia Universal Rocket viene introdotto il Proton-M dal 2001 e il lanciatore Angara dal 2014.

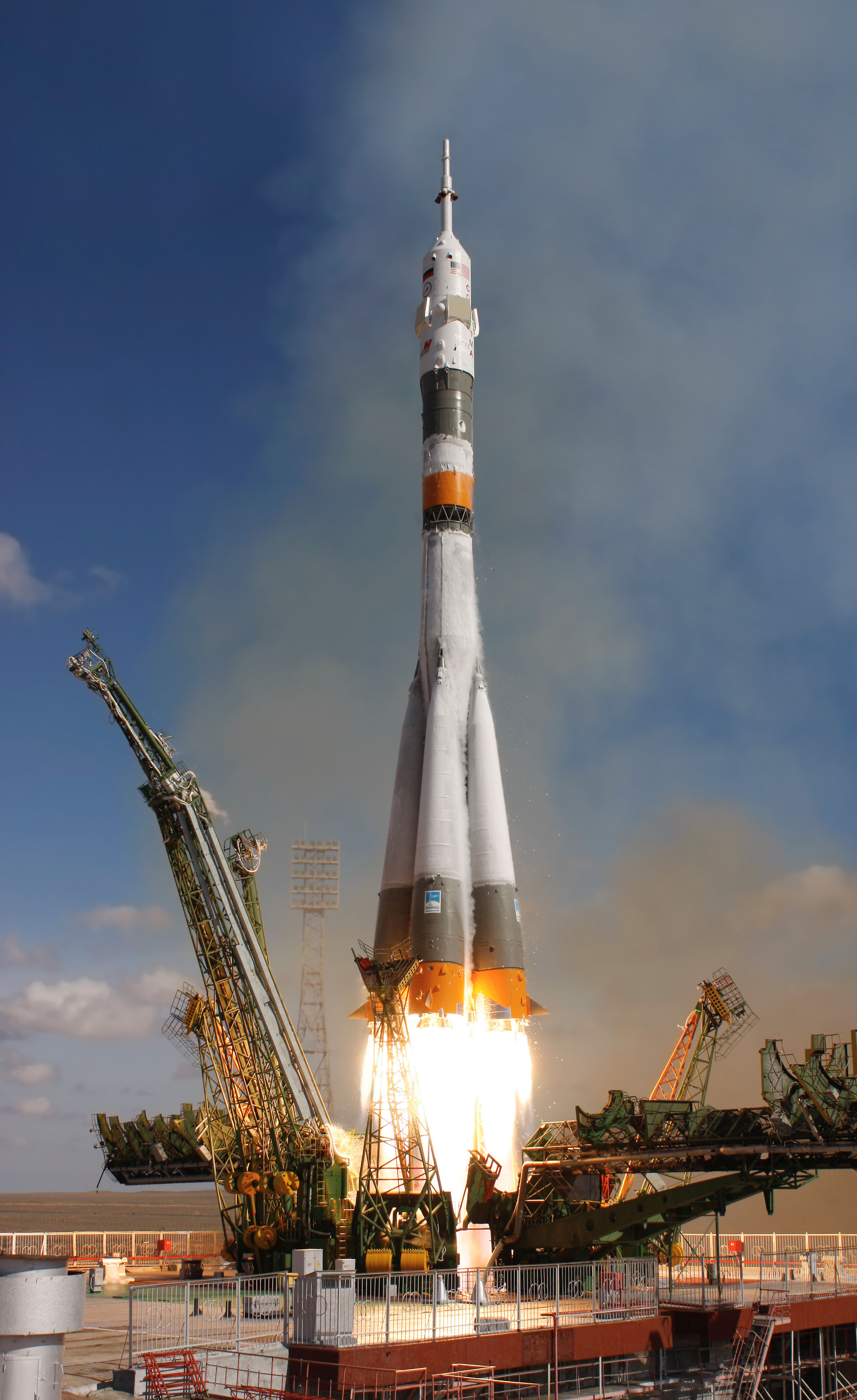
Il lanciatore Sojuz-2 nella missione TMA-13

I lanciatori di tipo Sojuz-2 sostituiscono le versioni Soyuz U e Soyuz FG, e il lanciatore Molnija-M. Sono prodotti in tre varianti, chiamate 2.1a (14A14), 2.1b, in utilizzo dal 2006 e la più recente 2.1v (14A15), introdotta nel 2013. Quando sono lanciate dal Centro Spaziale della Guyana sono indicate come Soyuz-ST o Soyuz-STK. In particolare, quando viene lanciata la versione 2.1a dalla Guyana è indicata come Soyuz ST-A e quando viene lanciata la versione 2.1b come Soyuz ST-B. 
Le versioni 2.1a e 2.1b hanno propulsori RD-107A per il primo stadio e RD-108A per il secondo stadio mentre differiscono per il terzo stadio, dove la versione 2.1a impiega un propulsore RD-0110 e la versione 2.1b il propulsore RD-0124. Sono in grado di trasportare 7020 kg (2.1a) e 8200 kg (2.1b) in orbita LEO, 4230 kg (ST-A) e 4900 kg (ST-B) in orbita SSO, 2810 kg (ST-A) e 3250 kg (ST-B) per un trasferimento in orbita geostazionaria (GTO) e 2350 kg (ST-B) per un trasferimento verso la Luna (TLI). La versione 2.1v è più piccola, con un primo stadio alimentato da un singolo propulsore NK-33 e un secondo stadio che impiega un RD-0124. Può trasportare fino a 2800 kg in LEO. A gennaio 2024 il lanciatore Soyuz 2 ha effettuato complessivamente 170 lanci con 4 fallimenti e 3 parziali fallimenti. 
Il lanciatore Proton-M (8K82M) è l'evoluzione attuale del Proton, e fu impiegato per la prima volta nel 2001. Il primo stadio è costituito da sei propulsori RD-253, il secondo stadio impiega tre propulsori RD-0210 e un RD-0211 e il terzo stadio un propulsore RD-0212. Lo stadio superiore ha tre varianti chiamate Briz-M, Blok DM-2 e Blok DM-3. Queste ultime due utilizzano come propellente RP-1/LOX, mentre il Birz-M e i tre stadi impiegano N2O4/UDMH, come nel precedente Proton-K. Il Proton-M può lanciare un carico di 21000 kg in LEO oppure 4500 kg in GTO.

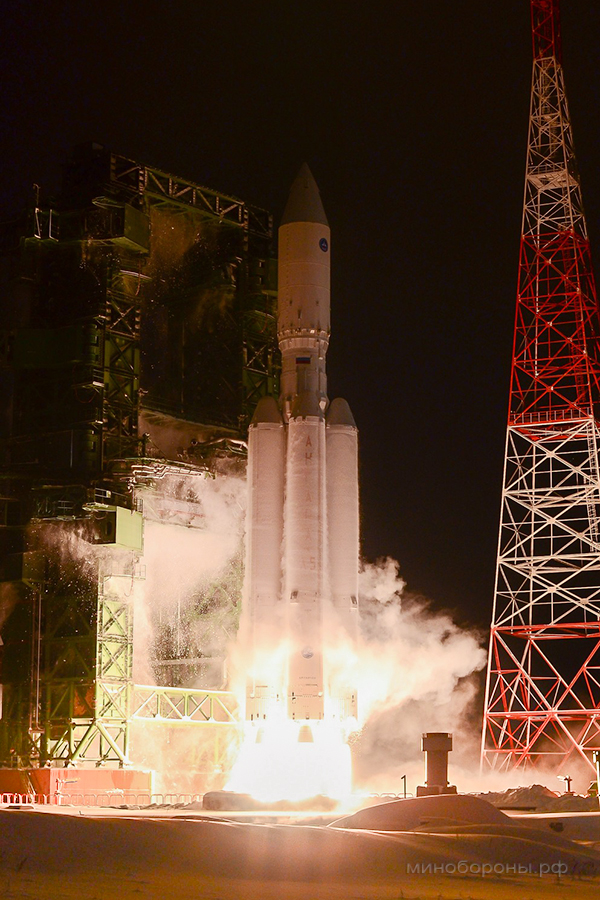
Lanciatore Angara-5A

Angara è una famiglia di lanciatori modulari sviluppati da GKNPC Chruničev che sostituirà il Proton-M. Lo Universal Rocket Module 1 (URM-1) viene impiegato come primo stadio ed usa il propulsore RD-191, che utilizza come propellente RP-1/LOX. Il secondo stadio è chiamato URM-2 ed è spinto da un propulsore RD-0124A. Opzionalmente, i lanciatori Angara possono impiegare lo stadio superiore Briz-M già usato nel Proton. 
La variante più piccola è chiamata Angara 1.2, che ha debuttato ad aprile 2022, usa un singolo URM-1 e un secondo stadio URM-2. Può trasportare 3,7 t in LEO.. La variante Angara 3A possiede un primo stadio costituito da tre URM-2, un secondo stadio URM-2 e uno stadio superiore Briz-M. Può trasportare 14 t in LEO. L'Angara 5A è la versione pesante, che impiega quattro URM-1 come primo stadio, un URM-2 come secondo stadio e come stadio superiore può utilizzare il Briz-M o uno stadio chiamato KVTK, che impiega un propulsore RD-0146D con propellente LH2/LOX. Il carico trasportato sale a 28,5 t in LEO e 5,4 t in GTO (Briz-M) o 7,5 t (KVTK).

### Lanciatori futuri
Amur o Sojuz-7 sarà un lanciatore medio parzialmente riutilizzabile e attualmente in sviluppo dall'ufficio di progettazione KB Khimavtomatika che sostituirà i Sojuz-2. La versione base utilizzerà due stadi, il primo spinto da cinque propulsori RD-0169A a metano e ossigeno liquido, e sarà in grado di tornare sulla piattaforma di lancio con un atterraggio verticale simile a quello usato dal Falcon 9. Il payload in LEO sarà di 11,6 t e il volo inaugurale è previsto per il 2026.
L'Irtyš o Sojuz-5 sarà un lanciatore medio che sostituirà lo Zenith, sviluppato dall'ufficio di progettazione TsSKB Progress. Costituito da due o tre stadi, il primo conterrà un singolo RD-171MV alimentato a RP-1/LOX e il secondo due RD-0124MS, che invece impiegano naphthyl in sostituzione dell'RP-1. Il terzo stadio, opzionale sarà il Blok DM o il Fregat-SBU. Il primo lancio è previsto per il 2025.
Lo Enisej sarà un lanciatore super-pesante sviluppato da RKK Ėnergija e TsSKB Progress. Il primo stadio sarà costituito da sei razzi, ciascuno alimentato da un propulsore RD-171MV. Il secondo stadio avrà un singolo propulsore RD-180 e lo stadio superiore sarà il KVTK già impiegato nell'Angara. I propulsori impiegano RP-1/LOX. Questo lanciatore sarà in grado di trasportare 103 t in LEO, 26 t in GEO e 27 t nella manovra di inserzione translunare (TLI) per le missioni lunari con equipaggio, anche se queste sono state sospese per dare priorità a progetti militari e all'osservazione della Terra. Il primo lancio è previsto per il 2028. Il Don è una variante dello Enisej con un terzo stadio aggiuntivo spinto da due propulsori RD-0146, in grado di aumentare il carico utile a 140 t in LEO, 29,5 t in GEO e 33 t per una manovra TLI.

## Cosmonauti
I cosmonauti di Roscosmos sono addestrati al centro di addestramento Jurij Gagarin. A marzo 2023 i cosmonauti attivi sono:
- Oleg Artem'ev (Sojuz TMA-12M, Sojuz MS-08, Sojuz MS-21)
- Andrej Babkin
- Konstantin Borisov (SpaceX Crew-7)
- Nikolaj Čub (Sojuz MS-24, Sojuz MS-25)
- Pëtr Dubrov (Sojuz MS-18, Sojuz MS-19)
- Andrej Fedjaev (SpaceX Crew-6)
- Aleksandr Gorbunov
- Aleksandr Grebënkin (SpaceX Crew-8)
- Anna Kikina (SpaceX Crew-5)
- Oleg Kononenko (Sojuz TMA-12, Sojuz TMA-03M, Sojuz TMA-17M, Sojuz MS-11, Sojuz MS-24, Sojuz MS-25)
- Sergej Korsakov (Sojuz MS-21)
- Sergej Kud'-Sverčkov (Sojuz MS-17, Sojuz MS-28)
- Denis Matveev (Sojuz MS-21)
- Sergei Mikajev (Sojuz MS-27)
- Oleg Novickij (Sojuz TMA-06M, Sojuz MS-03, Sojuz MS-18, Sojuz MS-25)
- Aleksej Ovčinin (Sojuz TMA-20M, Sojuz MS-10, Sojuz MS-12, Sojuz MS-26)
- Kirill Peskov (Sojuz MS-27)
- Dmitrij Petelin (Sojuz MS-22, Sojuz MS-23)
- Oleg Platonov (Sojuz MS-09, Sojuz MS-22, Sojuz MS-23)
- Sergej Prokop'ev (Sojuz MS-09, Sojuz MS-22, Sojuz MS-23)
- Sergej Ryžikov (Sojuz MS-02, Sojuz MS-17, Sojuz MS-27)
- Ivan Vagner (Sojuz MS-16)
- Aleksej Zubrickij (Sojuz MS-28)

## Esplorazione planetaria

### Storia
Mars 96 era una missione, non appartenente al programma sovietico Mars, dedicata all'esplorazione di Marte. All'epoca era la missione planetaria più ambiziosa, costituita da un orbiter, due lander e due penetratori. Tra gli strumenti scientifici, sviluppati con molti contributi internazionali, dodici erano dedicati allo studio della superficie e dell'atmosfera marziana, sette allo studio del plasma e delle particelle, e tre a studi di astrofisica. 
Il lancio è avvenuto il 16 novembre 1996 tramite un lanciatore Proton dal cosmodromo di Bajkonur. La prima accensione del quarto stadio (Blok D) ha portato la sonda in un'orbita di parcheggio, mentre la seconda accensione, la cui durata prevista era di diversi minuti, terminò dopo soli 4 secondi. La sonda si separò dal quarto stadio e avviò il propulsore per iniziare la traiettoria verso Marte. Tuttavia, poiché il quarto stadio lasciò la sonda in un'orbita di parcheggio, l'accensione ebbe come risultato il posizionamento su un'orbita errata, che la fece rientrare nell'atmosfera terrestre dopo tre orbite.
Fobos-Grunt era una missione destinata allo studio della luna marziana Fobos. La sonda venne lanciata dal cosmodromo di Bajkonur tramite uno Zenit-2 il 9 novembre 2011. Dopo essere stata portata in un'orbita iniziale, erano previste due accensioni dei propulsori del modulo che trasportava la sonda, derivato da uno stadio superiore Fregat. A causa di un malfunzionamento di questi propulsori, la sonda rimase nell'orbita iniziale. Vennero effettuati tentativi di inviare il comando di accensione dei propulsori, ma senza successo. La sonda rientrò nell'atmosfera terrestre il 15 gennaio dell'anno successivo. Era costituita dall'orbiter Yinghuo-1, la prima sonda interplanetaria cinese e da un lander che avrebbe condotto esperimenti e raccolto campioni dalla superficie. Questi ultimi sarebbero stati inseriti in una capsula per portarli a Terra. La missione avrebbe condotto studi della magnetosfera e dell'atmosfera marziana, oltre ad altri esperimenti sulla superficie della luna.

### Missioni in corso
L'ExoMars Trace Gas Orbiter fa parte del programma ExoMars dell'agenzia spaziale europea. Inizialmente l'ESA prevedeva una doppia missione: la prima consisteva nell'invio dell'orbiter Trace Gas Orbiter (TGO) e di un lander chiamato Schiapparelli, a cui sarebbe seguita una seconda missione costituita da un lander e dal rover europeo Rosalind Franklin. Successivamente iniziò una collaborazione con Roscosmos, che fornì il lanciatore Proton-M e il sistema di ingresso atmosferico e ammartaggio per il lander. La prima missione venne lanciata dal cosmodromo di Bajkonur il 14 marzo 2016 e la sonda si inserì nell'orbita marziana il 19 ottobre. Tre giorni prima il lander si separò dal veicolo spaziale per ammartare, ma un malfunzionamento causò la prematura apertura del paracadute e lo schianto del lander sulla superficie. Il TGO iniziò una lenta fase di aerofrenaggio della durata di 11 mesi e si posizionò sull'orbita finale marziana il 20 febbraio 2018. 
La seconda missione, originariamente prevista per il 2020, venne inizialmente rimandata al 2022. A seguito dell'invasione russa dell'Ucraina, l'agenzia spaziale europea ha interrotto la collaborazione con Roscosmos. 
Luna-Glob è un programma di esplorazione lunare con lo scopo di creare una base lunare robotizzata. A conclusione del programma, è previsto l'invio di missioni con equipaggio. Il programma iniziò nel 1997, ma venne rinviato di molti anni e la prima missione, Luna 25, venne lanciata il 10 agosto 2023 tramite un Sojuz 2.1b. Costituita da un lander destinato al cratere Boguslawsky situato al polo sud lunare, la sonda si inserì correttamente in un'orbita preliminare il 17 agosto. In seguito era prevista una accensione dei propulsori per iniziare la manovra di allunaggio, ma un malfunzionamento degli accelerometri ha causato una accensione più lunga del normale. Come conseguenza la sonda è stata posta in una traiettoria errata che l'ha fatta schiantare sulla superficie. 

### Missioni future
Il programma Luna-Glob prevede l'invio dell'orbiter Luna 26 (Luna-Resurs-Orbiter), del lander Luna 27 (Luna-Resurs 1 lander) destinato alla regione del polo sud lunare, del lander Luna 28 (Luna-Grunt), che raccoglierà campioni di terreno tramite dei rover per inviarli a Terra. I lanci delle prime due missioni sono previsti per il 2027 e il 2028, rispettivamente, mentre Luna 28 è prevista non prima del 2030
Subito dopo il fallimento della prima missione, è stata proposta una seconda missione per studiare Fobos e raccogliere campioni da inviare alla Terra. La missione Phobos-Grunt 2 rappresenta la prima fase del programma Expedition-M. Nel 2015 il lancio della missione era previsto per il 2024. La prevista missione successiva a Phobos-Grunt 2 è Mars-Grunt, che ha lo scopo di  riportare a Terra campioni di suolo marziano.
Venera-D è una missione per l'osservazione di Venere, proposta dall'azienda aerospaziale NPO Lavočkin, e costituita da un orbiter e un lander. Il lancio della missione è previsto per il 2029-2031. L'orbiter avrà tra gli obiettivi scientifici lo studio della super-rotazione atmosferica, il bilancio radiativo del pianeta e la natura del suo effetto serra, l'analisi della struttura atmosferica e la misurazione della sua composizione. Il lander avrà come obiettivi l'analisi chimica del terreno e la misurazione della sua composizione per caratterizzare la geologia, oltre ad investigare la composizione dell'atmosfera a livello della superficie.
Venera-B è una missione proposta per il ritorno di campioni di suolo venusiano a Terra, il cui lancio è previsto per il 2034.
Mercury-P è una missione per l'osservazione di Mercurio, costituita da un orbiter e un lander.

## Telescopi spaziali
Spektr-R era un radiotelescopio spaziale parte del programma RadioAstron,, una collaborazione internazionale di una rete di radiotelescopi a Terra per effettuare osservazioni delle sorgenti radio. Lanciato il 18 luglio 2011, Spektr-R ha condotto osservazioni fino a maggio 2019. 
Mikhail Lomonosov era un satellite per l'osservazione di fenomeni altamente energetici come lampi gamma e raggi cosmici, fu chiamato così in onore dello scienziato russo del XVIII secolo Michail Vasil'evič Lomonosov. Il lancio di questo satellite, avvenuto il 26 aprile 2016 tramite un Sojuz 2.1a è stato il primo ad essere effettuato dal nuovo cosmodromo Vostočnyj e ha concluso la sua operatività a gennaio 2019.
Spektr-RG è un osservatorio spaziale a raggi X lanciato il 13 luglio 2019. Ad ottobre ha raggiunto la sua destinazione nel punto di Lagrange L2. La missione è stata sviluppata con la collaborazione dell'Istituto Max Planck di fisica extraterrestre (MPE), che ha progettato eROSITA, lo strumento scientifico primario della missione. Nei primi sei mesi di osservazione sono state mappate 900 mila sorgenti di raggi X, suddivise in 710 mila buchi neri supermassicci, 180 mila stelle, 12 mila ammassi di galassie e un piccolo numero di altre sorgenti come pulsar, stelle binarie e resti di supernove. 
A seguito dell'invasione dell'Ucraina la Germania ha interrotto la collaborazione, disattivando lo strumento eROSITA. Il secondo strumento a bordo di Spektr-RG è il telescopio a raggi X chiamato Astronomical Roentgen Telescope X-ray Concentrator (ART-XC), sviluppato dall'Istituto russo di ricerche spaziali. 

### Telescopi spaziali futuri
Spektr-UV o Spektr-UF, chiamato anche World Space Observatory - Ultraviolet (WSO-UR) è un telescopio spaziale proposto della serie Spektr per l'osservazione all'ultravioletto nelle lunghezze d'onda 115-315 nm. Il lancio è previsto per il 2028.
Spektr-M, chiamato anche Millimetron Space Observatory, è un telescopio spaziale proposto della serie Spektr per l'osservazione all'infrarosso nelle lunghezze d'onda 0,07-10 mm. La data di lancio prevista è il 2029, e opererà nel punto di Lagrange L2.
Gamma-400 (Gamma Astronomical Multifunctional Modular Apparatus) è un telescopio spaziale proposto per l'osservazione dei raggi gamma ad alta energia, fino a qualche TeV e dei raggi cosmici con energie fino a 20 TeV.. Il lancio è previsto per il 2030.

## Osservazione della Terra
Resurs-DK1 era un satellite commerciale per l'osservazione della Terra lanciato a giugno 2006, con il compito di monitorare e rilevare le risorse naturali, effettuare rilevamenti topografici, monitorare le fonti di inquinamento atmosferico, del suolo e delle acque, monitorare le situazioni di emergenza naturali e causate dell'uomo. Resurs-DK conteneva anche i moduli scientifici ARINA per il rilevamento di elettroni e protoni ad alta energia PAMELA (Payload for Antimatter Matter Exploration and Light-nuclei Astrophysics) per lo studio dei raggi cosmici.
Meteor-M2 è una costellazione di satelliti per l'osservazione delle condizioni meteorologiche globali, dello strato di ozono, e degli oceani. Il Meteor-M No.1 è stato lanciato a settembre 2009 e la sua vita operativa è terminata nel 2014. Il Meteor-M No.2 è stato lanciato a luglio 2014. 
Il Meteor-M2-1 è stato lanciato a novembre 2017 ma è stato perso a causa di un errore del software. Il satellite Meteor-M2-2 è stato lanciato come sostituzione a luglio 2019, e il Meteor-M2-3 a giugno 2023. Nel 2024 è previsto il lancio dei satelliti Meteor-M2-4 e M2-5 mentre il Meteor-M2-6 sarà lanciato nel 2025. 
Electro-L è una costellazione di cinque satelliti meteorologici posti in orbita geostazionaria. Il primo satellite, Elektro-L No.1, è stato lanciato a gennaio 2011, seguito da Elektro-L No.2 a dicembre 2015, da Elektro-L No.3 a dicembre 2019 e da Elektro-L No.4 a febbraio 2023.
Canopus-B (detta anche Kanopus-V) è una costellazione di sei satelliti per l'osservazione della Terra, in orbita eliosincrona. In particolare il sistema di ripresa multispettrale nella luce visibile e nell'infrarosso vicino viene impiegato per il monitoraggio di disastri naturali, il rilevamento di incendi forestali, di emissioni inquinanti, il monitoraggio dell'utilizzo del suolo e dei corpi d'acqua. Il primo satellite, Kanopus-V No.1, è stato lanciato nel 2012 e ha terminato la sua operatività nel 2020. Il Kanopus-V No.2 è stato modificato e rinominato in Kanopus-V-IK, ed è stato lanciato nel 2017. Nel gennaio dell'anno successivo sono stati lanciati assieme i Kanopus-V No.3 e No.4, mentre i Kanopus-V No.5 e No.6 sono stati lanciati assieme a dicembre.
Resurs-P è una costellazione di satelliti per l'osservazione della Terra nel visibile e nell'infrarosso vicino, posti in orbita eliosincrona. Il Resurs-P No.1 è stato lanciato nel 2013, seguito dal successivo Resurs-P No.2 nel 2014 e da Resurs-P No.3 nel 2016. Il lancio del Resurs-P No.4 è previsto per il 2024.

## Navigazione Satellitare
GLONASS è una costellazione per il posizionamento satellitare gestito dalle forze aerospaziali per usi civili e militari. A gennaio 2024 sono operativi 24 satelliti di tipo Glonass-M e Glonass-K. Dal 2023 è in test la generazione Glonass K2 e in futuro sono previste le generazioni Glonass-V e Glonass-KM. 
Il Glonass-M trasmette due segnali, uno a precisione standard per uso civile ed uno ad alta precisione per uso militare, su due bande di frequenze chiamate L1 (frequenze 1602.0–1615,5 MHz) ed L2 (frequenze 1246.0–1256,5 MHz) con codifica FDMA, mentre il Glonass-K trasmette il segnale a precisione standard su una nuova banda L3 con codifica CDMA e il Glonass-K2 aggiunge i segnali a precisione standard e ad alta precisione sulle frequenze L1 e L2 con codifica CDMA. Attualmente i satelliti Glonass K2 forniscono una precisione di circa 1 m per il segnale civile e 0,1 m per quello militare.

## Telecomunicazioni
La costellazione satellitare Sfera è stata annunciata nel 2017 e prevede il lancio di più di 600 satelliti tra il 2022 e il 2028, per le telecomunicazioni e l'osservazione della Terra. Il budget annuale è stato originariamente fissato a 7 miliardi di rubli.
Attualmente, le costellazioni del programma Sfera previste sono:
- gruppo Marafon (264 satelliti) per le telecomunicazioni in ambito IoT[168][169][170]
- gruppo Skif (12 satelliti) per la connettività internet nella regione artica[171][172][173]
- gruppo Ekspress (7 satelliti) per la televisione digitale[174]
- gruppo Ekspress-RV (4 satelliti) per l'accesso a internet
- gruppo Smotr (6 satelliti) per l'osservazione della Terra
- gruppi Berkut per l'osservazione della Terra

Il lancio del primo satellite della costellazione, costituito dal prototipo Skif-D è avvenuto ad ottobre 2022 dal cosmodromo Vostočnyj.

## Amministrazione
Il quartiere generale di Roscosmos si trova a Mosca mentre il cosmodromo principale è quello di Bajkonur, exclave russa in Kazakistan.
Gli impiegati della RKA sono circa 300, la maggior parte dei lavori sono subappaltati. Il primo subappaltatore della RKA è la RKK Ėnergija, che possiede e gestisce il controllo missione di Korolëv e gestisce parte del programma della Stazione Spaziale Internazionale. Ėnergija prima gestiva le operazioni della stazione spaziale Mir. La compagnia ha sviluppato il lanciatore pesante Ėnergija che è stato utilizzato con due lanci per portare nello spazio la stazione militare Poljus (non entrata in orbita per un errore del software), e l’anno successivo per trasportare in orbita lo shuttle Buran.
A seguito del crollo dell'Unione Sovietica nel 1991, gran parte degli OKB dell'era sovietica sono diventati delle imprese private mentre alcuni sono evoluti in centri di ricerca statale
| OKB                                    | Attuale Organizzazione                  | Proprietario                       | Prodotti celebri |
| -------------------------------------- | --------------------------------------- | ---------------------------------- | ---------------- |
| Korolev                                | RKK Ėnergija                            | privata (38% di proprietà statale) |                  |
|                                        | NPO Lavočkin                            |                                    |                  |
|                                        | NPO Mašinostroenija                     |                                    |                  |
| Gluško                                 | NPO Energomaš                           |                                    |                  |
| Chélomei                               | Chruničev                               | statale                            |                  |
|                                        | TsSKB-Progress                          | statale                            |                  |
|                                        | NPO Molnija                             |                                    |                  |
|                                        | NPO PM                                  |                                    |                  |
|                                        | NPO Polët                               |                                    |                  |
|                                        | MKB Raduga                              |                                    |                  |
| OKB Kuznecov                           |                                         |                                    |                  |
| Chimavtomatika                         |                                         |                                    |                  |
| Makeev                                 | «Academician V.P. Makeev Design Bureau» | statale                            |                  |
|                                        | JSC Khartron                            | privata                            |                  |
| Moscow Institute of Thermal Technology |                                         |                                    |                  |

## Controllo lancio
La controparte militare della RKA è la VKS (Forze spaziali russe). La VKS controlla il cosmodromo di Pleseck. La RKA e la VKS gestiscono congiuntamente il cosmodromo di Bajkonur dove la RKA rimborsa lo stipendio di buona parte del personale alla VKS durante i lanci civili. Entrambe le organizzazioni controllano congiuntamente il Centro di addestramento cosmonauti Jurij Gagarin a Città delle Stelle.

## Galleria d'immagini

### Persone chiave

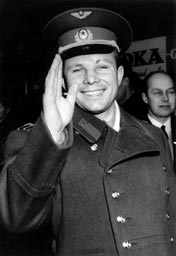
Il cosmonauta Jurij Gagarin primo uomo a volare nello spazio in orbita attorno alla Terra.
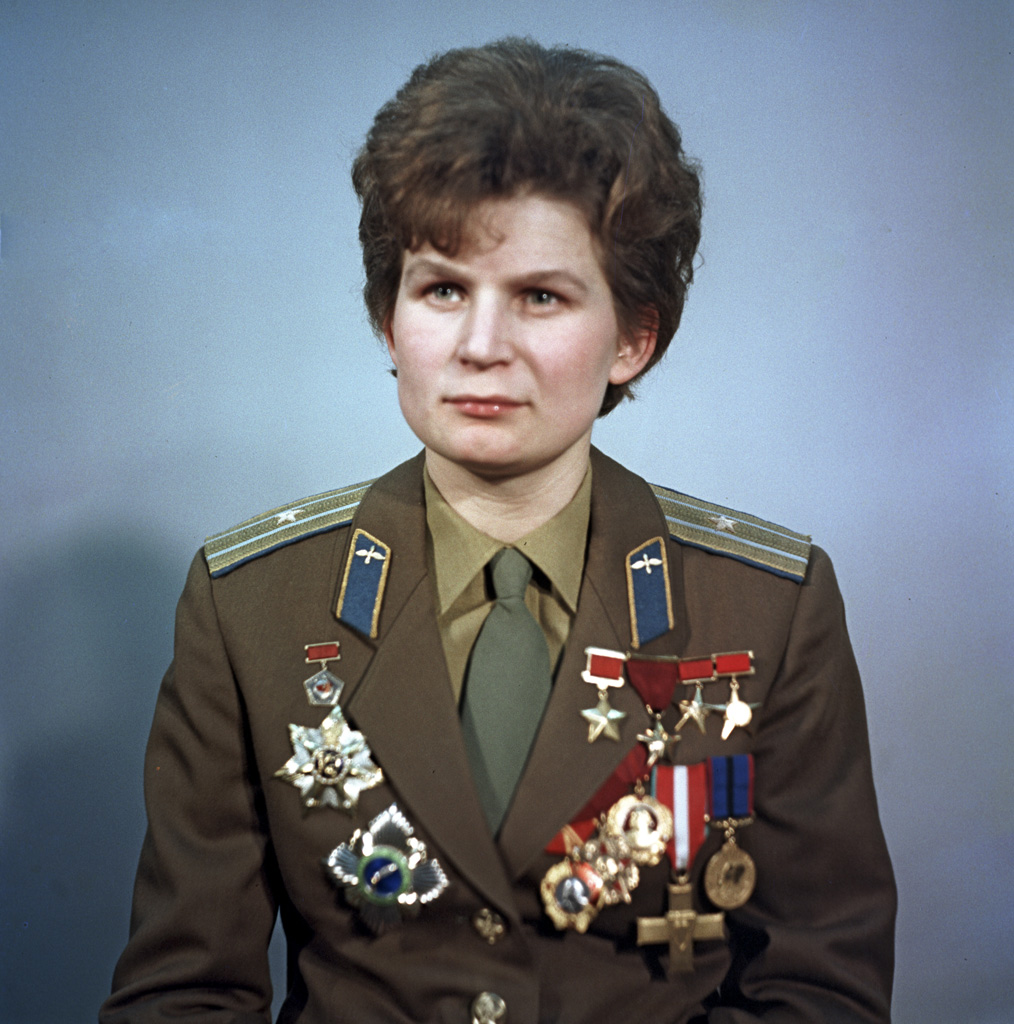
La cosmonauta Valentina Vladimirovna Tereškova, prima donna a volare nello spazio a bordo della Vostok 6 il 16 giugno 1963
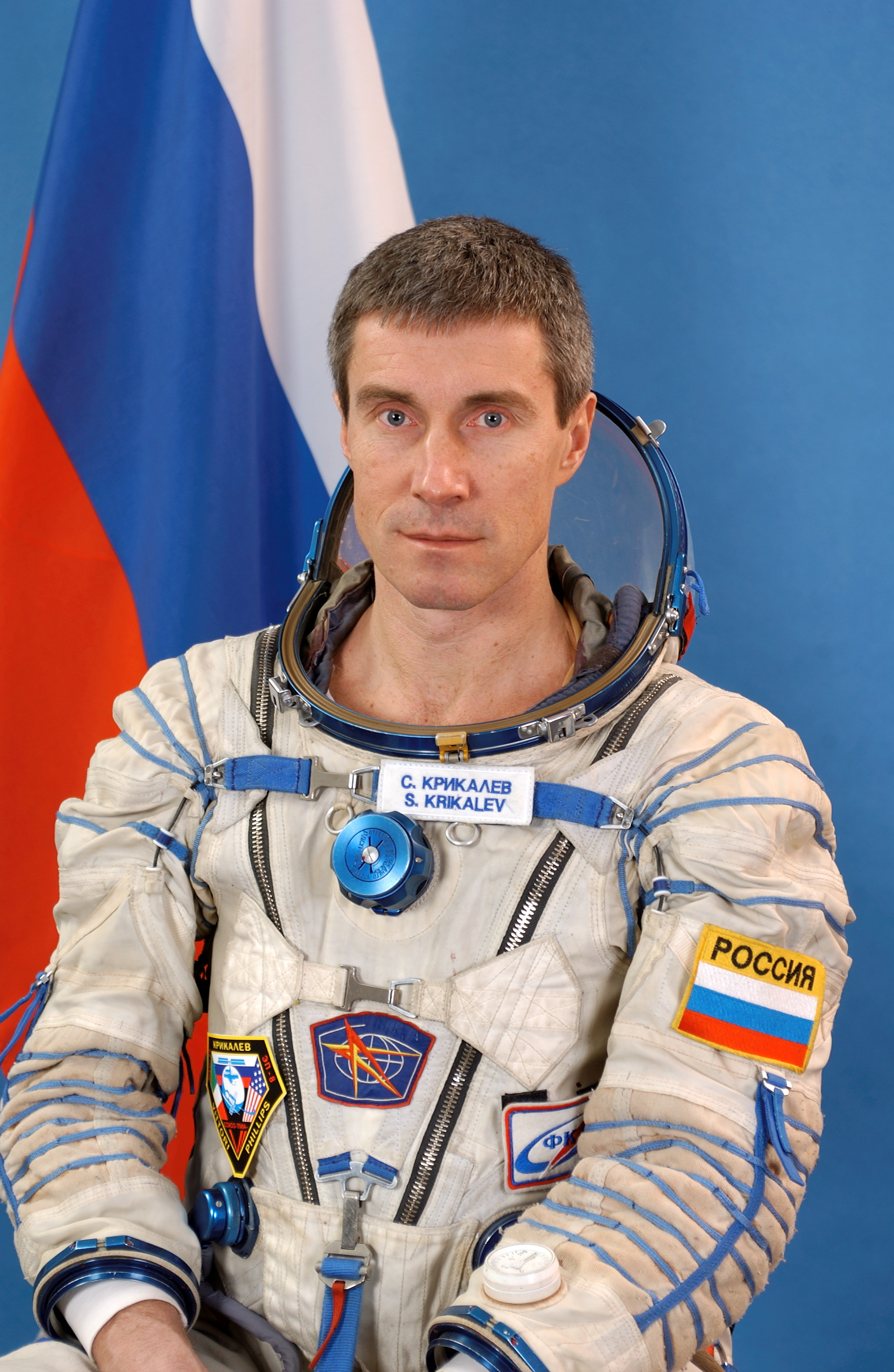
Sergej Konstantinovič Krikalëv, il cosmonauta con il maggior numero di giorni nello spazio, sorpassato ormai da Gennadij Padalka

### Vettori

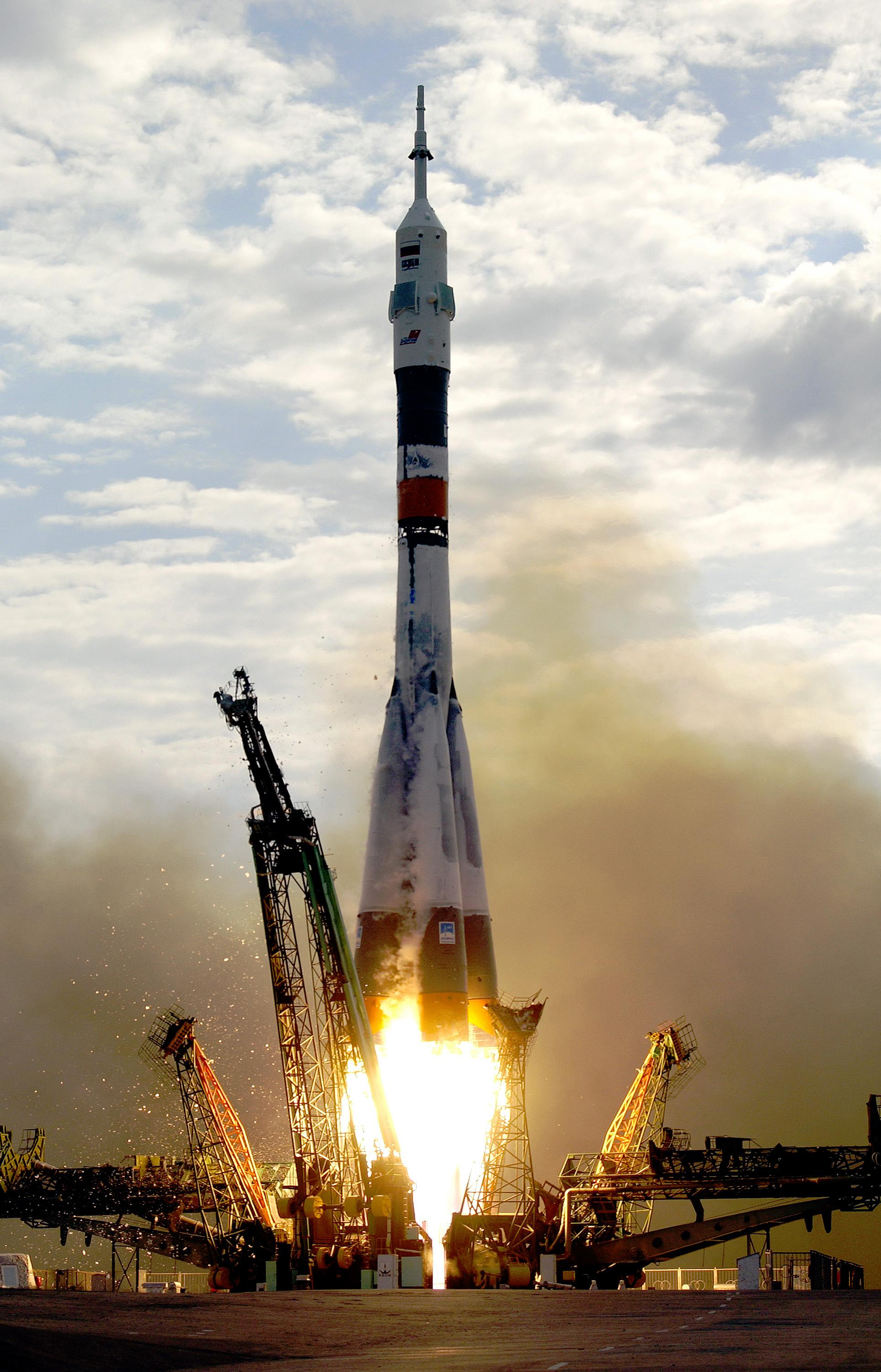
Il lanciatore Sojuz viene usato per inviare nello spazio Sojuz e Progress.
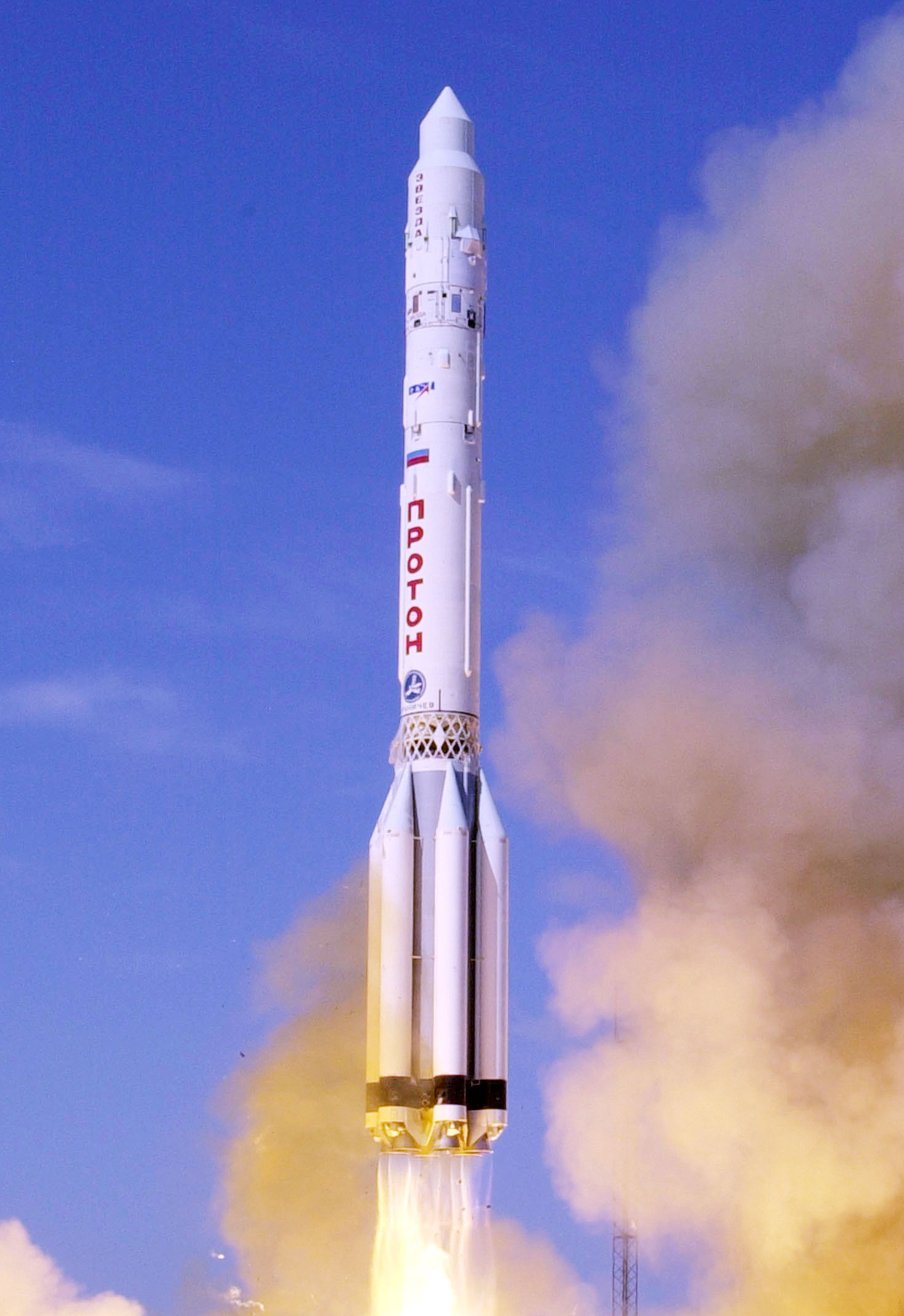
Il lanciatore Proton è il vettore usato per il trasporto di carichi pesanti verso la ISS.